# Відьми (фільм, 1922)
«Відьми» (швед. Häxan) — шведсько-данський художньо-документальний кінофільм 1922 року, поставлений данським режисером Беньяміном Крістенсеном.

## Сюжет
Фільм складається з кількох частин — документальних, ігрових та змішаних, — в яких у малюнках і документах розгортається історія образів бісів і відьом у стародавньому й середньовічному світі.
Кінець XV століття. Стара відьма Карна варить еліксир зі змій, жаб тощо. Служниця кілька разів просить Карну приготувати приворотне зілля: ним вона хоче закохати в себе ченця, у якого працює. Кілька разів з'являється сам Диявол — то як страхітливе створіння, то як чарівний спокусник; він викрадає дружину прямо з ліжка чоловіка. Сатана приймає стару Карну у своєму пекельному палаці високо на небесах; вона прокидається в кімнаті і виявляє, що підлога, ліжко і навіть її обличчя покриті золотими монетами, які потім зникають.
Анна, дружина важко хворого Єснера, звинувачує жебрачку Марію-ткалю в тому, що та зурочила її чоловіка. Стару хапають ченці-інквізитори і відвозять у клітці на колесах. Її намагаються розговорити засобами духовними (освячений мотузок навколо пояса) і не дуже. Щоб зупинити тортури, вона зізнається в усьому, чого від неї хочуть; навіть у тому, що вона понароджувала чудовиськ від Сатани. На підтвердження її слів чудовиська виповзають з-під її спідниць. Вона зізнається, що брала участь у шабаші відьом. Сатана лупцює батогом тих відьом, які поводилися недостатньо злісно. Усі учасниці шабашу повинні з насолодою цілувати його в зад.
Карна мстить, називаючи відьмами багатьох жінок, яких ненавидить; пекельна махина Інквізиції все більше набирає оберти. Крім того, Анна визнається співучасницею, оскільки завадила арешту однієї з «відьом». Анна проходить через декілька допитів, але вони не приносять результатів. Інквізитори використовують останню хитрість. Один просить зробити йому послугу та пояснити, як викликають грім відром води. Якщо Анна покаже, чернець обіцяє відпустити її і пощадити дитину. Анна дає туманну відповідь, і її тут же відправляють на вогнище.
Кінцівка фільму — документальне дослідження про те, як люди уявляють забобони в 1920 році.

## У ролях
| • Марен Педерсен      | … | відьма                |
| • Клара Понтоппідан   | … | черниця               |
| • Тора Тейє           | … | істеричка             |
| • Еліт Піо            | … | молодий чернець       |
| • Беньямін Крістенсен | … | Диявол / модний лікар |
| • Оскар Стрибольт     | … | лікар                 |
| • Йос Андерсен        | … | Великий Інквізитор    |
| • Карен Вінтер        | … | Анна                  |
| • Еммі Шонфільд       | … | Марія                 |

## Знімальна група
- Автор сценарію — Беньямін Крістенсен
- Режисер-постановник — Беньямін Крістенсен
- Оператор — Йоган Анкерст'єрне
- Монтаж — Едла Гансен
- Художник-постановник — Річард Лоув

## Додаткові відомості про фільм
Фільм, який Жорж Садуль називає «зловісним шедевром» Беньяміна Крістенсена, був дозволений до показу лише в скандинавських країнах, Франції, Бельгії і Швейцарії. У Швеції його прем'єра відбулася 18 вересня 1922.
Критик і режисер Адо Кір писав про фільм: «Найжорсткіша обвинувальна промова проти злочинного інституту церкви, інквізиції та її тортурних інструментів. Цю документальну стрічку слід показувати в усіх школах світу». Та, на думку французького історика кіно Жака Лурселля, найсильніший вплив фільм зробив на художньому рівні: «У всьому розмаїтті німого кінематографу він виділяється тим, що є якнайповнішим каталогом садомазохістських ситуацій, а також розповіддю, що бере за душу, про безумство і жорстокість людини, пронесені нею крізь віки. Цей альбом кривавих і жахливо жорстоких, іноді не позбавлених іронії картинок зберігає образотворчу силу, яка анітрохи не зблякнула з роками».